# Эспес-Эндюрен
Эспе́с-Эндюре́н (фр. Espès-Undurein) — коммуна во Франции, находится в регионе Аквитания. Департамент — Атлантические Пиренеи. Входит в состав кантона Монтань-Баск. Округ коммуны — Олорон-Сент-Мари.
Код INSEE коммуны — 64214.

## География

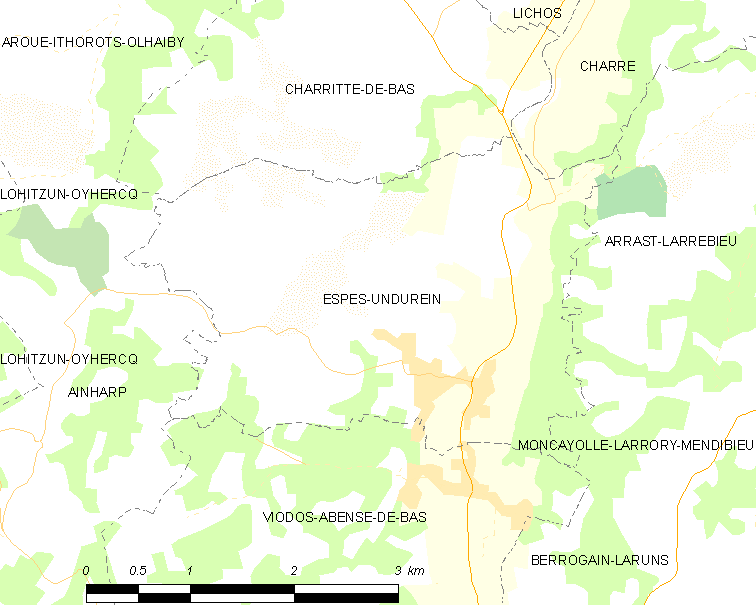
Карта коммуны

Коммуна расположена приблизительно в 670 км к югу от Парижа, в 180 км южнее Бордо, в 45 км к западу от По.
На востоке коммуны протекает река Сезон.

### Климат
Климат тёплый океанический. Зима мягкая, средняя температура января — от +5°С до +13°С, температуры ниже −10 °C бывают редко. Снег выпадает около 15 дней в году с ноября по апрель. Максимальная температура летом порядка 20-30 °C, выше 35 °C бывает очень редко. Количество осадков высокое, порядка 1100 мм в год. Характерна безветренная погода, сильные ветры очень редки.

## Население
Население коммуны на 2010 год составляло 501 человек.
| 1962 | 1968 | 1975 | 1982 | 1990 | 1999 | 2010 |
| ---- | ---- | ---- | ---- | ---- | ---- | ---- |
| 417  | 460  | 530  | 502  | 522  | 474  | 501  |

## Администрация
| Период | Период | Фамилия        | Партия | Примечания |
| ------ | ------ | -------------- | ------ | ---------- |
| 1995   | 2001   | Пьер Роспид    |        |            |
| 2001   | 2010   | Люсьен Лаперад |        |            |
| 2010   | 2020   | Мишель Ибарра  |        |            |

## Экономика
В 2010 году среди 281 человека трудоспособного возраста (15-64 лет) 203 были экономически активными, 78 — неактивными (показатель активности — 72,2 %, в 1999 году было 67,8 %). Из 203 активных жителей работали 194 человека (109 мужчин и 85 женщин), безработных было 9 (4 мужчины и 5 женщин). Среди 78 неактивных 15 человек были учениками или студентами, 38 — пенсионерами, 25 были неактивными по другим причинам.

## Достопримечательности
- Церковь Св. Мартина (XVII век). Исторический памятник с 2008 года[4]
- Церковь. Исторический памятник с 1925 года[5]

## Фотогалерея

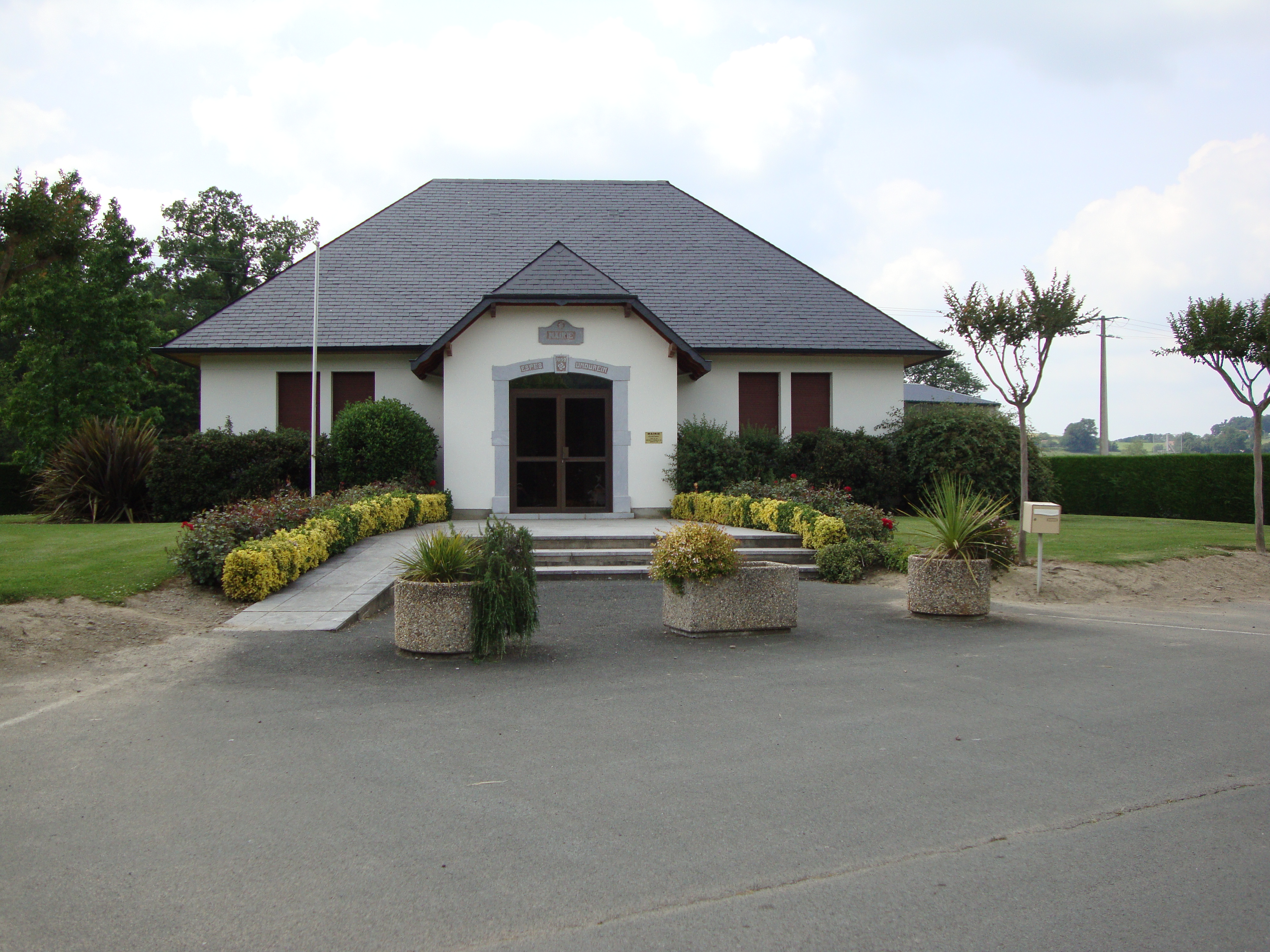
Мэрия
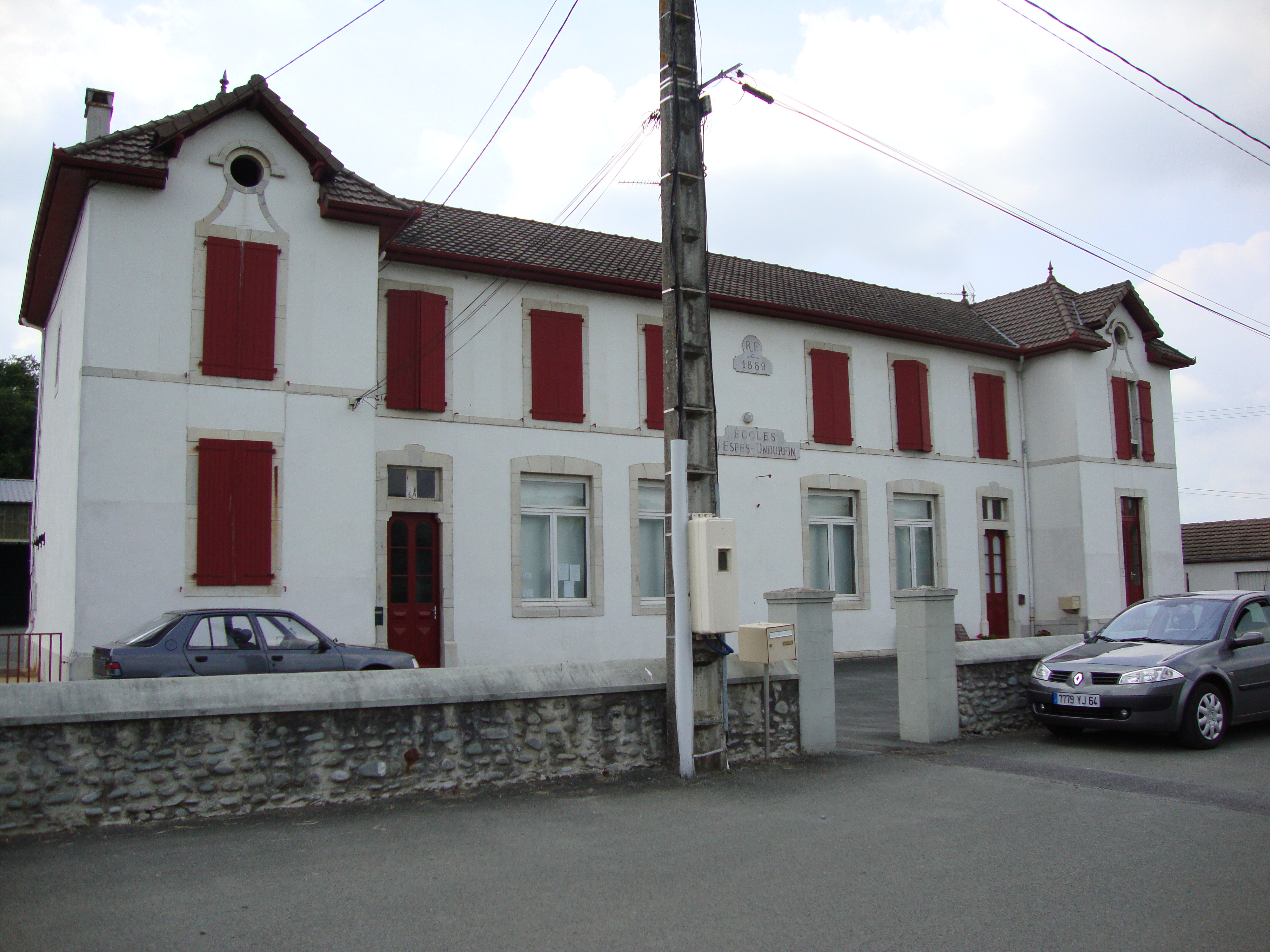
Школа
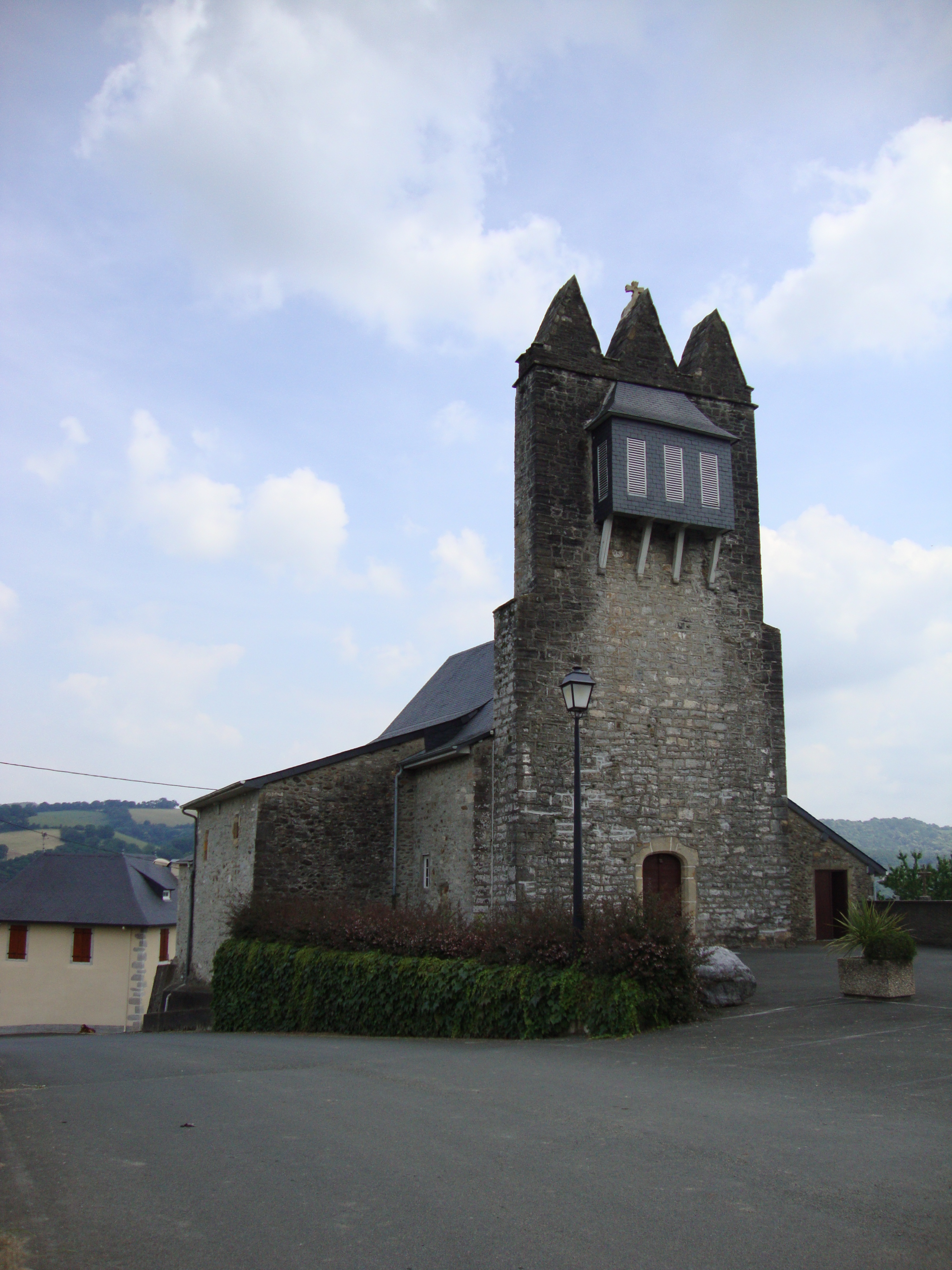
Церковь Св. Мартина
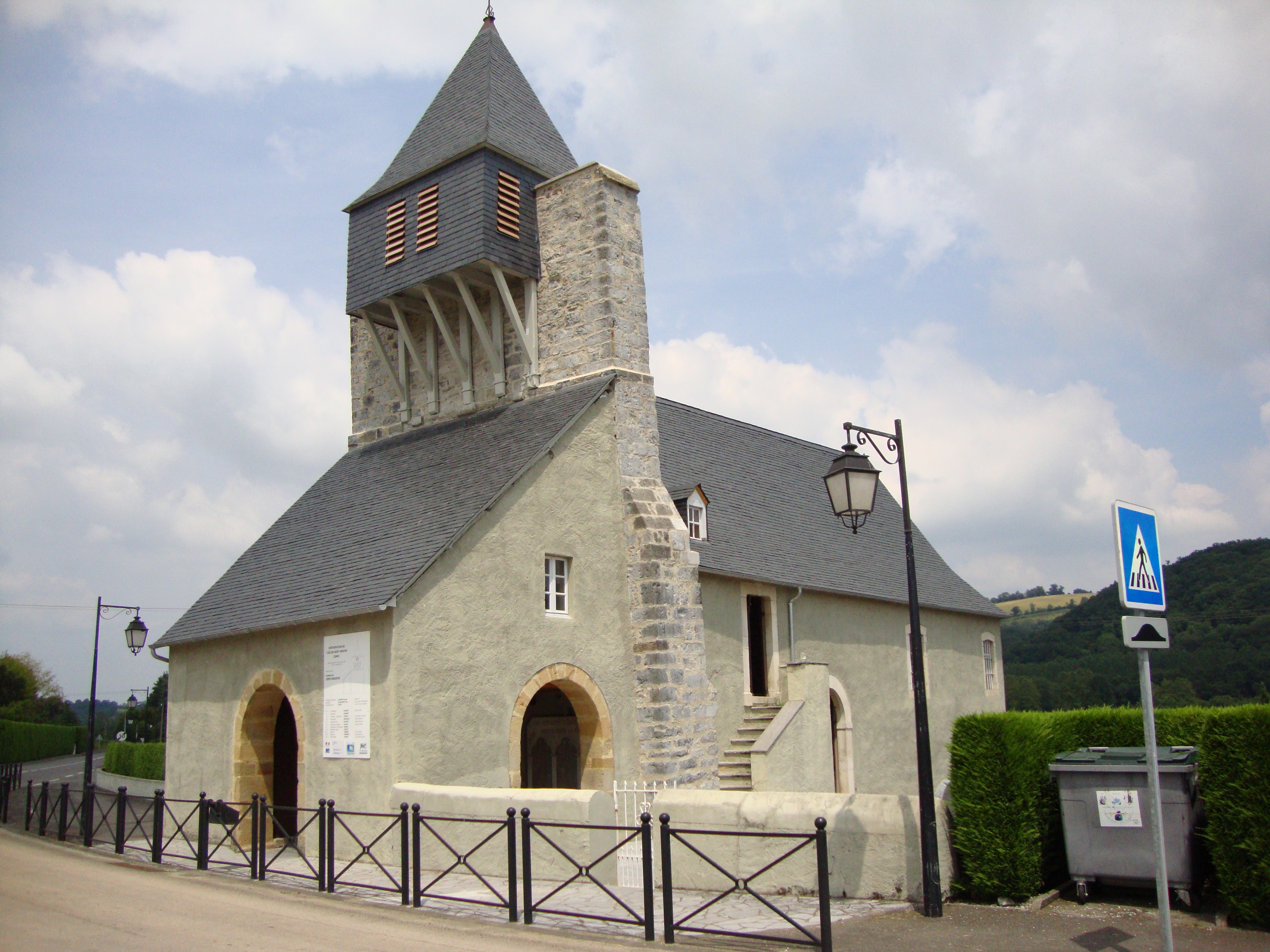
Церковь
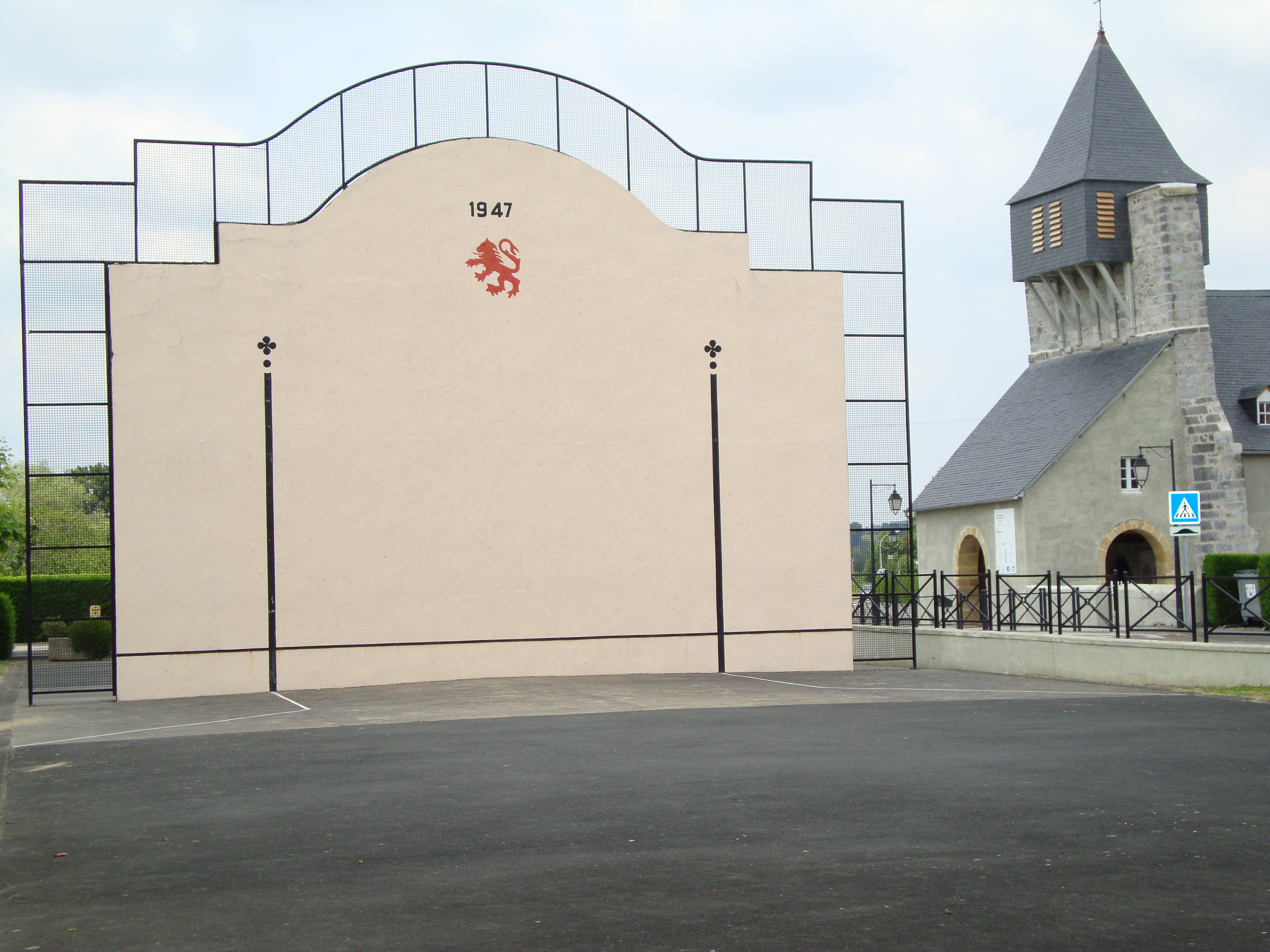
Фронтон (площадка для игры в пелоту)
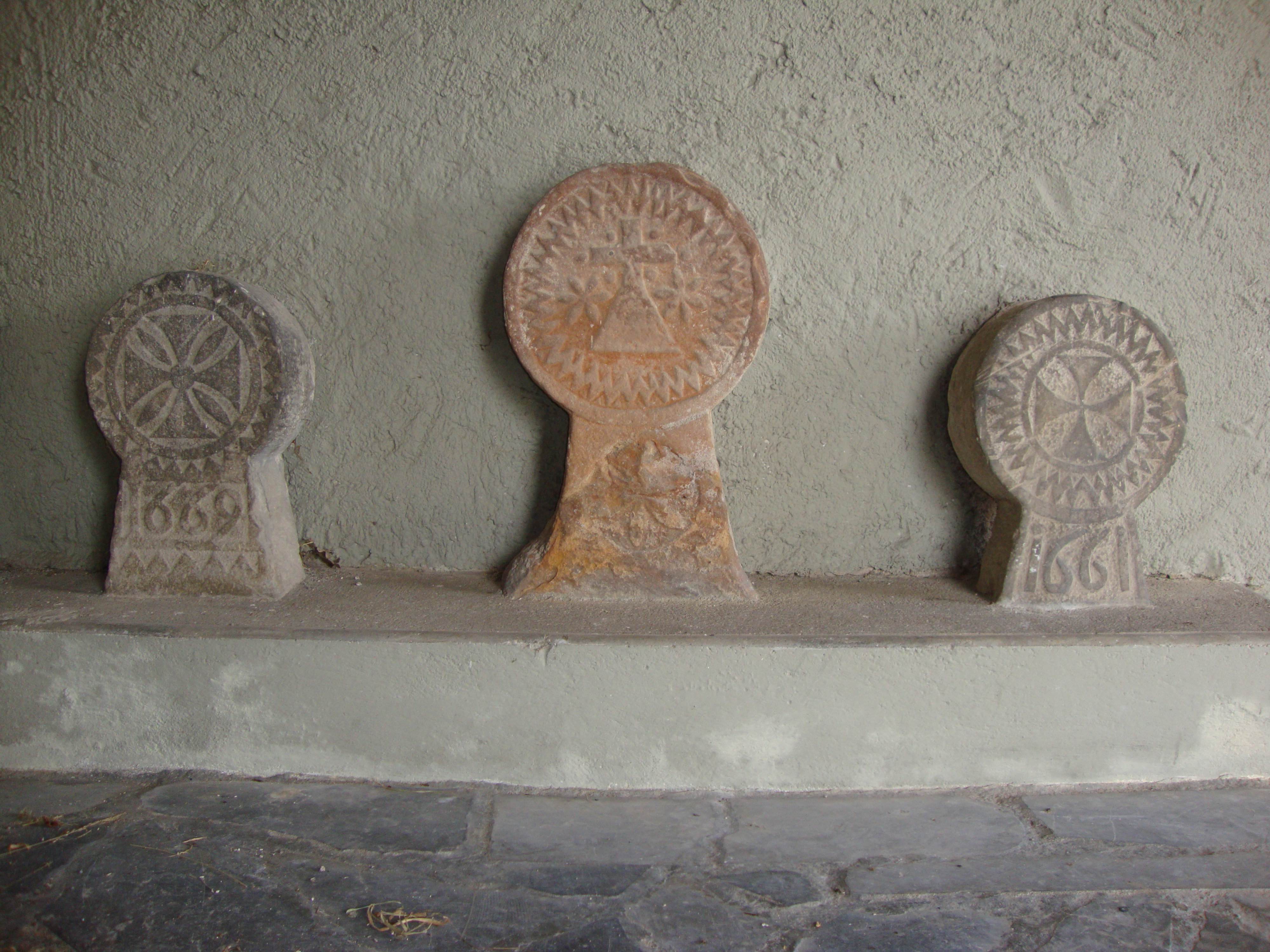
Баскские стелы